# Jaseel P. Ismail
Jaseel Parves Ismail (* 16. September 1972 in Kalkutta) ist ein indischer Badmintonspieler.

## Karriere
Jaseel P. Ismail gewann 1989 die Einzelmeisterschaften der Junioren in Indien. Drei Jahre später siegte er erstmals bei den Erwachsenen. Sechs weitere Titel folgten bis 2002. 2004 gewann er bei den Südasienspielen die Mixedkonkurrenz gemeinsam mit Jwala Gutta.

## Sportliche Erfolge
| Saison | Veranstaltung                              | Disziplin    | Platz | Name                                 |
| ------ | ------------------------------------------ | ------------ | ----- | ------------------------------------ |
| 1989   | Indien: Einzelmeisterschaften der Junioren | Herreneinzel | 1     | Jaseel P. Ismail                     |
| 1992   | Indien: Einzelmeisterschaften              | Herrendoppel | 1     | George Thomas / Jaseel P. Ismail     |
| 1995   | Indien: Einzelmeisterschaften              | Herrendoppel | 1     | Jeseel P. Ismail / Vijaydeep Singh   |
| 1996   | Indien: Einzelmeisterschaften              | Herrendoppel | 1     | Jeseel P. Ismail / Vijaydeep Singh   |
| 1998   | Indien: Einzelmeisterschaften              | Herrendoppel | 1     | Jeseel P. Ismail / Vincent Lobo      |
| 1999   | Indien: Einzelmeisterschaften              | Mixed        | 1     | Jaseel P. Ismail / Manjusha Kanwar   |
| 2000   | Indien: Einzelmeisterschaften              | Herrendoppel | 1     | Vincent Lobo / Jaseel P. Ismail      |
| 2002   | Bangladesh International                   | Herrendoppel | 1     | Jaison Xavier / Jaseel P. Ismail     |
| 2002   | Indien: Einzelmeisterschaften              | Mixed        | 1     | Jaseel P. Ismail / Manjusha Kanwar   |
| 2004   | Indien: Internationale Meisterschaften     | Herrendoppel | 2     | Jaseel P. Ismail / Valiyaveetil Diju |
| 2004   | Südasienspiele                             | Mixed        | 1     | Jaseel Ismail / Jwala Gutta          |